# Barry Bostwick
Barry Knapp Bostwick (San Mateo, 24 febbraio 1945) è un attore statunitense.

## Biografia
Figlio dell'attore Bud Bostwick, è principalmente noto per il ruolo di Brad Majors nel musical cult The Rocky Horror Picture Show e per la partecipazione alla serie televisiva Spin City, dove interpretava un surreale e svampito sindaco di New York. Ha vinto un Tony Award nel 1977 ed un Golden Globe nel 1989.
Ha interpretato anche la figura di George Washington nella miniserie e nel film tv incentrati sulla vita del presidente statunitense.
Nel 2003 ha preso parte all'episodio della terza stagione della serie Scrubs Il mio sporco segreto. Nel 2004 ha preso parte al film Chestnut - Un eroe a quattro zampe. Nel 2005 ha preso parte come guest star ad un episodio della seconda stagione della serie Cold Case, nel ruolo di un serial killer. L'episodio ha come tema centrale proprio il film Rocky Horror Picture Show. Nel 2009 ha preso parte come guest star ad un episodio della quarta stagione della serie Supernatural nell'episodio La settimana della magia. Nel 2010 ha preso parte come guest star in un episodio della seconda stagione della serie Glee, The Rocky Horror Glee Show, nella parte di Tim Stanwick, un responsabile della tv locale dove lavora Sue Sylvester. Nel 2013 ha preso parte come guest star nell'episodio speciale Psych: il musical dell'omonima serie, nel ruolo di Armitage, uomo d'affari e proprietario del teatro di Santa Barbara.

## Vita privata
Dal 1980 al 1984 è stato fidanzato con l'attrice Lisa Hartman mentre dal 1987 al 1991 è stato sposato con l'attrice Stacey Nelkin. Dal 1994 è sposato con l'attrice Sherri Jensen dalla quale ha avuto i figli Brian (1995) e Chelsea (1996). Suo fratello Peter è morto nel 1973 a 32 anni in un incidente stradale.

## Filmografia parziale

### Cinema
- The Rocky Horror Picture Show, regia di Jim Sharman (1975)
- Il boxeur e la ballerina (Movie Movie), regia di Stanley Donen (1978)
- Megaforce, regia di Hal Needham (1982)
- L'ultimo U-Boot (Das letze U-Boot), regia di Frank Beyer (1993)
- Spia e lascia spiare (Spy Hard), regia di Rick Friedberg (1996)
- Chestnut - Un eroe a quattro zampe (Chestnut: Hero of Central Park), regia di Robert Vince (2004)
- Un amore senza tempo (Evening), regia di Lajos Koltai (2007)
- 2010: Moby Dick, regia di Trey Stockes (2010)
- Il segreto della sirena (A Mermaid's Tale), regia di Dustin Rikert (2016)
- Single per sempre? (Single All The Way), regia di Michael Mayer (2021)

### Televisione
- Charlie's Angels – serie TV, episodio 2x24 (1978)
- You Can't Take It with You, regia di Paul Bogart – film TV (1979)
- George Washington – miniserie TV (1984)
- George Washington II: The Forging of a Nation – film TV (1986)
- Una trappola per Jeffrey (The Parent Trap III), regia di Mollie Miller – film TV (1989)
- Istinto criminale (The Secretary), regia di Andrew Lane – film TV (1995)
- Spin City – serie TV, 144 episodi (1996 - 2002)
- Scrubs - Medici ai primi ferri (Scrubs) – serie TV, 1 episodio (2004)
- Supernatural – serie TV, episodio 4x12 (2009)
- Teen Beach Movie, regia di Jeffrey Hornaday – film TV (2013)
- Psych: il musical (Psych: The Musical), regia di Steve Franks – film TV (2013)
- CSI - Scena del crimine (CSI: Crime Scene Investigations) – serie TV, episodio 15x18 (2015)
- Il mistero delle lettere perdute - Il regalo di mia madre (Signed, Sealed, Delivered: To the Altar), regia di Kevin Fair – film TV (2018)
- Will & Grace – serie TV, episodio 9x12 (2018)
- Dottoressa Doogie (Doogie Kameāloha, M.D.) – serie TV, episodio 1x01 (2021)

### Doppiaggio
- La carica dei 101 II - Macchia, un eroe a Londra (101 Dalmatians II: Patch's London Adventure), regia di Jim Kammerud (2002)
- Gli Incredibili 2, regia di Brad Bird (2018)

## Doppiatori italiani
Nelle versioni in italiano delle opere in cui ha recitato, Barry Bostwick è stato doppiato da:
- Michele Kalamera in Law & Order - Unità vittime speciali (ep. 5x13, 6x14), Nancy Drew, Til Death - Per tutta la vita, Will & Grace, The Goldbergs
- Dario Penne in Hannah Montana: The Movie, Psych, Cougar Town, Scandal, Il Re Scorpione 4 - La conquista del potere
- Saverio Moriones in Morte apparente, Scrubs - Medici ai primi ferri, Glee, Girlfriends' Guide to Divorce
- Mario Cordova in Una trappola per Jeffrey, Trappola per genitori - Vacanze Hawaiane, Hot in Cleveland, Supernatural
- Michele Gammino in Las Vegas, Divorzio d'amore, CSI - Scena del crimine, Il segreto della sirena
- Gino La Monica in Natale a giugno, Law & Order - Unità vittime speciali (ep. 5x24), Single per sempre?
- Sergio Di Stefano in Russian Holiday, Cold Case - Delitti irrisolti
- Franco Zucca in Teen Beach Movie, Il mistero delle lettere perdute - Il regalo di mia madre
- Carlo Cosolo in Assassinio per cause naturali
- Stefano De Sando in Law & Order - Unità vittime speciali (ep. 7x16, 8x21)
- Sergio Graziani in 800 Leghe lungo il Rio delle Amazzoni
- Pino Colizzi in Conquisterò Manhattan
- Massimo Giuliani in Charlie's Angels
- Roberto Del Giudice in Doppio gioco a San Francisco
- Stefano Mondini in Chestnut - Un eroe a quattro zampe
- Paolo Maria Scalondro in Fino al prossimo incontro
- Antonio Sanna in Spia e lascia spiare
- Goffredo Matassi in Spin City (st. 1)
- Alarico Salaroli in Spin City (st. 2-6)
- Renato Mori in L'ultimo U-Boot
- Dario De Grassi in Perfetti ma non troppo
- Gianni Giuliano ne La calda notte dell'assassino
- Gerolamo Alchieri in The Forgotten
- Oliviero Dinelli in Ghost Whisperer - Presenze
- Sergio Di Giulio in Ugly Betty
- Emilio Cappuccio in Un amore senza tempo
- Mario Zucca in The Skulls III
- Mario Brusa in Nip/Tuck
- Fabrizio Pucci in The New Normal
- Dario Oppido in Un regalo in valigia
- Rodolfo Bianchi in Franklin & Bash
- Pierluigi Astore in New Girl
- Carlo Valli in Dottoressa Doogie
- Giorgio Melazzi in Ricordi di guerra (ridoppiaggio)

Da doppiatore è stato sostituito da:
- Saverio Indrio ne La carica dei 101 II - Macchia, un eroe a Londra
- Oliviero Dinelli in Gli Incredibili 2